# Antikapitalisme
Antikapitalisme betegner synspunkter vendt imod kapitalisme. Ofte, og især indenfor en marxistisk terminologi, vil der være tale om en kritisk indstilling overfor lønarbejde, privat ejendomsret til produktionsmidlerne, markedsøkonomi og social ulighed. Mere bredt bruges antikapitalisme dog også om kritik af samfundstendenser præget af konkurrence og individualisering.
En antikapitalistisk indstilling findes både blandt socialister og nazister, men oftest med vidt forskelligt indhold. Hvor socialister kritiserer kapitalismen for at udbytte og fremmedgøre arbejderklassen og undergrave naturgrundlaget, har den nazistiske antikapitalisme bygget på et generelt had og angst vendt mod det moderne industrisamfunds politisk-økonomiske fænomener. Kapitalismen associeredes i nazismen med noget særligt "jødisk", der søgte at nedbryde "folkefællesskabet", hvilket imidlertid ikke forhindrede Hitler i at modtage op mod 3 millioner mark fra storindustrien til den nazistiske valgkampagne op til valget i 1933.
Også indenfor politisk islam kritiseres kapitalisme, dels pga. forbud mod at bedrive åger, og dels fordi kapitalisme betragtes som et udtryk for vestlig dekadence, der truer muslimsk kultur og levevis.
Ifølge Karl Marx' materialistiske historieopfattelse udgør kapitalismen det seneste i en serie af klassesamfund, som kan blive afløst af socialismen og endelig kommunismen, det stats- og klasseløse samfund.